# رباط شبه مخروطي
الرباط شبه المخروطي (بالإنجليزية: conoid ligament)‏ هو الحزمة الأمامية و الإنسية للرباط الغرابي الترقوي لعظم الكتف. وهو يتكون من حزمة كثيفة من ألياف ذات شكل مخروطي قاعدته متجهة لأعلى.
يتصل بقمته على انطباع خشن في قاعدة الناتئ الغرابي على لوح الكتف في الجهة الإنسية للرباط شبه المنحرف ، ومن أعلى ، تتصل قاعدته المتسعة المنشورة بالحديبة المخروطية في السطح السفلى للترقوة.
تلك الأربطة تتصل من الأمام مع العضلة تحت الترقوية و العضلة المثلثة (الدالية) ، وفي الخلف مع العضلة شبه المنحرفة.

## وصلات خارجية
- شكل تشريحي: 10:02-06 على موقع مركز سوني دونستات الطبي (تشريح بشري عبر الإنترنت).